# مجمع جهانی اسلام
مجمع اسلامی جهانی (Islamic Universal Association) در سال ۱۳۵۲ خورشیدی به دستور سید محمدرضا گلپایگانی و با هدف نشر فرهنگ اسلام و آشنایی عموم با مذهب تشیع و رسیدگی به مشکلات دینی مسلمانان به ویژه شیعیان مقیم انگلستان در لندن تأسیس شد.
ترویج و تبلیغ آیین اسلام و مذهب تشیع، فعالیت‌های آموزشی و تربیتی و برپایی نماز جمعه در لندن از مهم‌ترین فعالیت‌های این مجمع می‌باشد.

## تأسیس و اهداف تشکیل
مجمع اسلامی جهانی در سال ۱۹۷۴ میلادی (۱۳۵۲ خورشیدی) بنابر دستور سید محمدرضا گلپایگانی و با هدف نشر فرهنگ اسلام و آشنایی عموم با مذهب تشیع و رسیدگی به مشکلات دینی مسلمانان به ویژه شیعیان مقیم انگلستان توسط سیدمهدی گلپایگانی در لندن تأسیس شد.

## فعالیت‌های مجمع
این مرکز از قدیمی‌ترین مراکز رسمی اسلامی و شیعی در اروپا محسوب می‌گردد. فعالیت‌های مجمع در حول سه محور عمده دور می‌زند:
۱. ترویج و تبلیغ اسلام و مذهب تشیع. مجمع با برگزاری مجالس در ماه‌های محرم و صفر و رمضان و برپایی مناسبت‌های مختلف و دعوت از علمای دینی یکی از فعال‌ترین کانون‌های شیعی در در انگلستان شمرده می‌شود و ده‌ها هزار شیعه ساکن لندن، برخوردار می‌شوند.
۲. فعالیت‌های آموزشی و تربیتی مجمع که شامل بخش‌ها و برنامه‌های مختلف به ترتیب زیر است: - کتابخانه تخصصی با دارا بودن حدود بیست هزار نسخه کتاب به زبان‌های مختلف. - تشکیل مدرسه قرآن و عترت جهت آموزش قرآن و اصول عقاید، احکام و همچنین آموزش زبان فارسی. - برپایی کلاس‌های آموزشی مخصوص بانوان. - نشر عناوین و موضوعات دینی و اجتماعی در میان مراکز علمی و دانشگاهی از طریق پست الکترونیک. - راهنمایی حجاج و زائران خانه خدا، چاپ، توزیع و آموزش مناسک حج.
۳. برگزاری نماز جمعه، ایراد خطبه نماز به سه زبان فارسی، عربی، انگلیسی. در واقع این مجمع تنها محل برگزاری نماز جمعه شیعیان در انگلستان است. - تشرف بیش از ۱۸۰۰ نفر از ملیت‌های مختلف به دین اسلام در سایه ارشادات و تلاش‌های مجمع. - تلاش در مسایل اجتماعی و مردمی و خدمت به عموم نیازمندان که در این مورد می‌توان کمک و یاری بیماران، مساعدت به نیازمندان و حل مشکل مالی آنها (از جمله مسافران و دانشجویان شیعه)، تشویق افراد متمکن و علاقمند به همیاری و تقویت صندوق قرض الحسنه مجمع، حل و فصل امور خانواده‌ها و تلاش در جهت کاهش اختلافات خانوادگی و خصوصاً طلاق، یاری رسانی در حوادث ناگهانی.

## ریاست مجمع
سید مهدی گلپایگانی از سوی پدرش سید محمدرضا گلپایگانی عهده‌دار تشکیل این مرکز اسلامی شد و با آمدن به لندن، مکان این مجمع را خریداری و آن را تأسیس کرد. علی عالمی مسؤولیت این مرکز را از سال ۱۳۶۸ خورشیدی بر عهده دارد.